# Eparquía de Nikortsminda
La eparquía de Nikortsminda (en georgiano: ნიკორწმინდის ეპარქია) es una eparquía (diócesis) de la iglesia ortodoxa georgiana con sede en Nikortsminda, Georgia. Tiene jurisdicción sobre los municipios georgianos de Ambrolauri y Oni, aunque una pequeña parte se encuentra en la de facto República de Osetia del Sur.
El departamento y la residencia del metropolitano se encuentran en la catedral de Nikortsminda.

## Historia
La eparquía de Nikortsminda fue fundada por el rey reformador Bagrat III de Imericia (1510-1565), pues consideraba a la iglesia como un aliado en la lucha contra los príncipes que luchaban por la unificación del reino. El rey creó y restauró varios obispados en el propio territorio de Imericia y para ello, el rey dividió la antigua eparquía de Kutaisi. Así se fundaron las eparquías de Gelati y luego de Nikortsminda. Bagrat renovó la catedral de Nikortsminda, que ya se había deteriorado, y en lugar de un monasterio, estableció una catedral y una sede parroquial en su base, y nombró a Manoeli como primer obispo.
En 1810, después de la abolición del reino de Imericia, el orden de la iglesia local cambió y el número de eparquías que existían anteriormente se redujo a cuatro: Kutaisi, Gelati, Joni y Nikortsminda. Por decreto del Santo Sínodo Ruso del 19 de noviembre de 1821, se unieron en una eparquía de Imericia, con centro en Kutaisi.
El 17 de septiembre de 1917, en el Primer Concilio de la iglesia ortodoxa de Georgia tras recuperar su autocefalía, se recreó la eparquía de Nikortsminda. En las décadas de 1920 y 1970, la eparquía no tenía su propio metropolitano y, a veces, la diócesis estaba gobernada por el Patriarca de toda Georgia o por los obispos gobernantes de las eparquía vecinas. El 13 de agosto de 1979, Archimandrita Ambrose Katamadze se convirtió en el primer obispo de Nikortsminda en varias décadas.

## Arzobispos metropolitanos
| Imagen | Nombre                | Periodo                                       |
| ------ | --------------------- | --------------------------------------------- |
|        | Shio Avalishvili      | 28 de julio de 1978 - 14 de diciembre de 1978 |
|        | Ambrosio Katamadze    | 13 de agosto de 1979 - 1980                   |
|        | Cristóbal Tsamalaidze | 1980 - 1981                                   |
|        | Anania Yaparidze      | 15 de marzo de 1981 - 15 de junio de 1981     |
|        | Ambrosio Katamadze    | 1981 - 12 de mayo de 1992                     |
|        | David Majaradze       | 24 de mayo de 1992 - 21 de diciembre de 1992  |
|        | Abraham Garmelia      | 25 de diciembre de 1992 - 14 de marzo de 1996 |
|        | Eliseo Dzhojadze      | 17 de marzo de 1996-16 de marzo de 2015       |
|        | Vajtang Liparteliani  | 1 de junio de 2015                            |